# Burg Enningen
Die Burg Enningen ist eine abgegangene Höhenburg auf dem 415 m ü. NN hohen Schaalberg westlich des Weilers Schaalhof bei der Gemeinde Braunsbach im Landkreis Schwäbisch Hall in Baden-Württemberg.
Die Burg wurde im 12. oder 13. Jahrhundert erbaut und war bei einer Erwähnung 1540 bereits zerstört. 
Von der ehemaligen Burganlage nahe am Wanderweg 1 von Braunsbach sind nur noch geringe Reste des Burghügels, des Halsgrabens sowie ein unscheinbares 6 Meter langes Fundamentstück erhalten.